# Gërmenj
Gërmenj – wieś położona w południowo-wschodniej części Albanii w gminie Qendër Leskovik. Wieś znajduje się 142 kilometrów od stolicy państwa, Tirany.